# HMS Queen Mary
HMS Queen Mary là một tàu chiến-tuần dương được Hải quân Hoàng gia Anh Quốc chế tạo trước Chiến tranh Thế giới thứ nhất, là chiếc duy nhất trong lớp của nó. Thiết kế của nó tương tự như của lớp Lion dẫn trước, cho dù có một số điểm khác biệt. Nó là chiếc tàu chiến-tuần dương cuối cùng được hoàn tất trước chiến tranh, và đã tham gia Trận Heligoland Bight không lâu sau khi cuộc xung đột xảy ra. Trong thành phần của Hải đội Tàu chiến-Tuần dương 1, nó đã tìm cách đánh chặn một lực lượng Đức bắn phá bờ biển Bắc Hải của Anh Quốc vào tháng 12 năm 1914, nhưng đã không thành công. Queen Mary đang được tái trang bị vào lúc diễn ra trận Dogger Bank đầu năm 1915, nhưng đã tham gia trận hải chiến lớn nhất của cuộc chiến, trận Jutland, vào giữa năm 1916. Nó bị tàu chiến-tuần dương Đức Derfflinger bắn trúng hai lần trong đợt "Chạy về phía Nam" và bị nổ tung không lâu sau đó.
Xác tàu đắm của nó được phát hiện năm 1991, nằm lật úp một phần trên cát ở độ sâu 60 mét (197 ft). Queen Mary được xác định là một "địa điểm được bảo vệ" theo Luật bảo vệ di sản Hải quân 1986.

## Thiết kế

### Các đặc tính chung

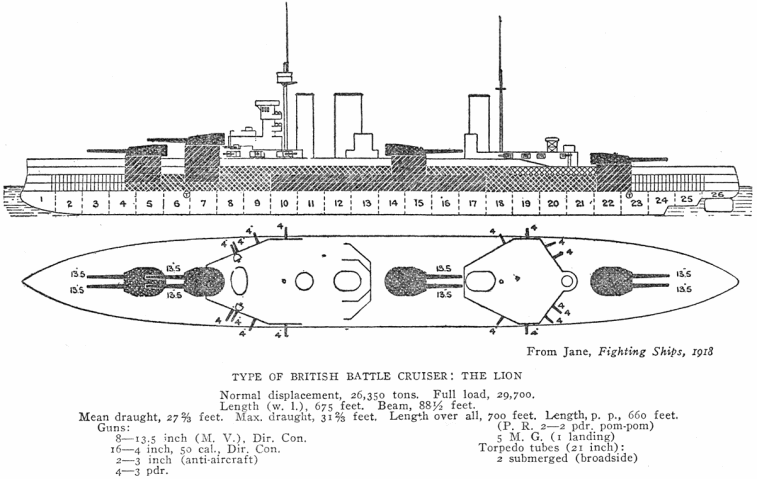
Sơ đồ mạn trái và sàn tàu của lớp tàu chiến-tuần dương Lion, có kiểu dáng bên ngoài tương tự với Queen Mary

Queen Mary to hơn đôi chút so với những chiếc thuộc lớp tàu chiến-tuần dương Lion dẫn trước. Nó có chiều dài chung 703 foot 6 inch (214 m), kể cả ban công sau, mạn thuyền rộng 80 foot (24 m), và độ sâu của mớn nước là 32 foot 4 inch (9,86 m) khi đầy tải nặng. Con tàu có trọng lượng choán nước là 26.770 tấn Anh (27.200 t), và lên đến 31.650 tấn Anh (32.158 t) khi đầy tải nặng, hơn 1.000 tấn Anh (1.016 t) so với các con tàu trước đó. Nó có một chiều cao khuynh tâm 5,92 foot (1,8 m) khi đầy tải nặng,
Tiếp theo những lời than phiền từ phía Hạm đội, Queen Mary là chiếc tàu chiến-tuần dương đầu tiên bố trí lại chỗ nghỉ ngơi của sĩ quan trở về vị trí truyền thống ở phía đuôi tàu, thay vì gần nhiệm sở của họ ở giữa tàu như được thực hiện trên chiếc Dreadnought. Ngoài ra nó cũng là chiếc đầu tiên được trang bị một ban công sau.

### Động lực
Queen Mary có hai bộ turbine hơi nước Parsons dẫn động trực tiếp được đặt trong các phòng động cơ riêng biệt. Mỗi bộ bao gồm một cặp turbine áp lực cao phía trước và phía sau dẫn động trục phía ngoài, cùng một cặp turbine áp lực thấp phía trước và phía sau dẫn động trục phía trong. Một tầng giảm tốc chạy đường trường được chế tạo vào vỏ của mỗi turbine áp lực cao phía trước để di chuyển tiết kiệm nhiên liệu ở tốc độ thấp. Các turbine có công suất thiết kế 75.000 mã lực càng (55.927 kW). Trong các đợt chạy thử máy vào tháng 5 và tháng 6 năm 1913, Queen Mary đạt được công suất trên 83.000 shp (61.893 kW), cho dù nó chỉ vừa đủ đạt đến tốc độ thiết kế 28 hải lý trên giờ (32 mph; 52 km/h).
Hệ thống cung cấp hơi nước bao gồm 42 nồi hơi ống nước Yarrow bố trí trong 7 phòng nồi hơi. Nó có thể mang theo tối đa 3.600 tấn Anh (3.700 t) than cùng 1.170 tấn Anh (1.190 t) dầu đốt để phun vào than nhằm gia tăng tốc độ cháy. Tầm xa hoạt động của nó là 5.610 hải lý (10.390 km) ở tốc độ 10 hải lý trên giờ (12 mph; 19 km/h).

### Vũ khí
Queen Mary trang bị tám khẩu pháo BL 13,5 in (340 mm) Mk V bố trí trên bốn tháp pháo nòng đôi vận hành bằng thủy lực, được đặt tên 'A', 'B', 'Q' và 'Y' từ trước ra sau. Các khẩu pháo có thể hạ đến góc −3° và nâng lên đến 20°, cho dù bộ kiểm soát hỏa lực điều khiển tháp pháo bị giới hạn ở góc nâng tối đa 15° 21', cho đến khi được trang bị lăng kính ngay trước trận Jutland vào tháng 5 năm 1916 để có thể ngắm ở góc nâng tối đa. Chúng bắn ra đạn pháo nặng 1.400 pound (635 kg) ở lưu tốc đầu đạn 2.582 ft/s (787 m/s). Ở góc nâng 14,75°, tầm bắn xa của loại đạn pháo xuyên thép (AP) đạt được 20.000 yd (18.288 m); và ở góc nâng 20°, tầm bắn xa được mở rộng đến 23.740 yd (21.708 m). Tốc độ bắn của các khẩu pháo này là 1,5–2 quả đạn pháo mỗi phút. Con tàu mang theo tổng cộng 880 quả đạn pháo trong thời chiến, 110 quả cho mỗi khẩu pháo.
Dàn pháo hạng hai của nó bao gồm mười sáu khẩu BL 4 in (100 mm) Mk VII, hầu hết được đặt trong các tháp pháo ụ. Các khẩu pháo có thể hạ đến góc −7° và nâng lên đến 15°. Chúng bắn ra đạn pháo nặng 31 pound (14 kg) ở lưu tốc đầu đạn 2.864 ft/s (873 m/s) và tầm xa tối đa 11.600 yd (10.600 m). Tốc độ bắn của chúng là 6–8 phát mỗi phút. Mỗi khẩu pháo được cung cấp 150 quả đạn.
Queen Mary được hoàn tất mà không có súng phòng không, nhưng được bổ sung hai khẩu vào tháng 10 năm 1914. Một khẩu thuộc kiểu QF 6 pounder Hotchkiss trên một bệ góc cao, có khả năng hạ đến 8° và nâng tối đa lên đến 60°. Nó bắn ra đạn pháo nặng 6 pound (2,7 kg) với lưu tốc đầu đạn 1.765 ft/s (538 m/s) và tốc độ bắn 20 viên mỗi phút. Trần bắn tối đa là 10.000 ft (3.000 m), nhưng tầm bắn hiệu quả chỉ đạt 1.200 thước Anh (1.100 m). Khẩu còn lại là kiểu QF 3 inch 20 cwt trên một bệ góc cao, có khả năng hạ đến 10° và nâng tối đa lên đến 90°. Nó bắn ra đạn pháo nặng 12,5 pound (5,7 kg) với lưu tốc đầu đạn 2.500 ft/s (760 m/s) và tốc độ 12–14 viên mỗi phút. Trần bắn hiệu quả của kiểu pháo này là 23.500 ft (7.163 m).
Nó cũng trang bị hai ống phóng ngư lôi ngầm 21 inch (530 mm), một ống mỗi bên mạn. Chiếc tàu chiến-tuần dương mang theo 14 ngư lôi 21 inch Mk II*** có đầu đạn chứa 515 pound (234 kg) thuốc nổ TNT. Tầm xa của chúng là 4.500 thước Anh (4.115 m) ở tốc độ 45 hải lý trên giờ (83 km/h; 52 mph) hoặc 10.750 thước Anh (9.830 m) ở tốc độ 31 hải lý trên giờ (57 km/h; 36 mph).

### Kiểm soát hỏa lực
Dàn pháo chính của Queen Mary được kiểm soát từ tháp chỉ huy. Dữ liệu đo được từ máy đo tầm xa Argo 9 foot (2,7 m) đặt bên trên tháp chỉ huy được nạp vào một bộ Argo Clock Mk IV (một máy tính cơ khí kiểm soát hỏa lực) đặt trong trạm truyền tin bên dưới tháp chỉ huy, nơi chúng được biên dịch thành dữ liệu tầm xa và độ lệch được các khẩu pháo sử dụng. Dữ liệu về mục tiêu cũng được ghi lại trên một sơ đồ giúp cho sĩ quan tác xạ dự đoán sự di chuyển của mục tiêu. Tháp kiểm soát hỏa lực ngư lôi phía sau cũng được sử dụng làm trạm kiểm soát hỏa lực dự phòng. Các tháp pháo 'B' và 'X' được cung cấp máy đo tầm xa 9 ft (2,7 m) và được trang bị như những trạm kiểm soát hỏa lực thứ cấp.
Kỹ thuật kiểm soát hỏa lực tiến bộ nhanh chóng vào những năm ngay trước thế chiến, và việc phát triển hệ thống định hướng hỏa lực là một sự phát triển đáng kể. Nó bao gồm bộ kiểm soát hỏa lực đặt trên cao của con tàu, cung cấp bằng điện góc nâng và góc xoay của tháp pháo bằng con trỏ, và các pháo thủ làm theo chỉ dẫn đó. Các khẩu pháo được bắn đồng thời, giúp vào việc quan sát điểm rơi của đạn pháo cũng như hạn chế ảnh hưởng của sự chòng chành con tàu trên sự phân tán của đạn pháo. Queen Mary được trang bị bộ kiểm soát hỏa lực cải tiến cho dàn pháo chính ngay trước Trận Jutland vào năm 1916.

### Vỏ giáp
Sơ đồ vỏ giáp bảo vệ cho Queen Mary tương đương với những chiếc Lion; đai giáp ở mực nước làm bằng vỏ giáp Krupp dày đến 9 inch (229 mm) ở khoảng giữa tháp pháo 'B' và tháp pháo 'X'. Nó được vuốt mỏng còn 4 inch (102 mm) về phía hai đầu con tàu, nhưng không đến tận mũi và đuôi. Ngoài ra con tàu còn có một đai giáp trên với độ dày tối đa 6 inch (152 mm) trên cùng chiều dài phần dày nhất của đai giáp ở mực nước, giảm còn 5 inch (127 mm) ngang với các tháp pháo tận cùng. Các vách ngăn dày 4 inch (102 mm) đóng lại hai đầu của thành trì bọc thép. Thép tấm có độ co giãn cao, vốn rẻ hơn thép nickel nhưng có hiệu quả tương đương, được sử dụng cho các hầm tàu. Sàn bọc thép dưới nói chung chỉ dày 1 inch (25,4 mm), ngoại trừ phía ngoài thành trì nơi nó dày đến 2,5 inch (64 mm). Sàn bọc thép trên được bố trí bên trên đai giáp trên cũng chỉ dày 1 inch. Sàn trước có độ dày 1–1,5 inch (25,4–38,1 mm).
Các tháp pháo chính có mặt trước và mặt hông dày 9 in (230 mm), và lớp vỏ nóc dày 2,5–3,25 inch (64–83 mm). Bệ tháp pháo được bảo vệ bởi vỏ giáp dày 9 inch bên trên sàn tàu, nhưng giảm còn 8 inch (203 mm) trên sàn tàu bọc thép phía trên và 3 inch (76 mm) bên dưới nó. Các khẩu pháo 4 inch phía trước được bảo vệ bởi mặt hông dày 3 inch và một lớp thép có độ co giãn cao dày 2 inch trên nóc. Mặt hông của tháp chỉ huy dày 10 inch (254 mm), với nóc và các ống liên lạc dày 3 inch. Tháp kiểm soát hỏa lực ngư lôi phía sau được bảo vệ bởi vách dày 6 inch và 3 inch thép đúc trên nóc. Vách ngăn chống ngư lôi bằng thép co giãn cao dày 2,5 inch (64 mm) được đặt ngang các hầm đạn và phòng đạn pháo. Ống khói của nó được bảo vệ bởi thép co giãn cao chống mảnh đạn dày 1,5 inch (38 mm) ở mặt hông và 1 inch ở hai đầu giữa sàn trên và sàn trước.

## Lịch sử hoạt động

### Trước chiến tranh

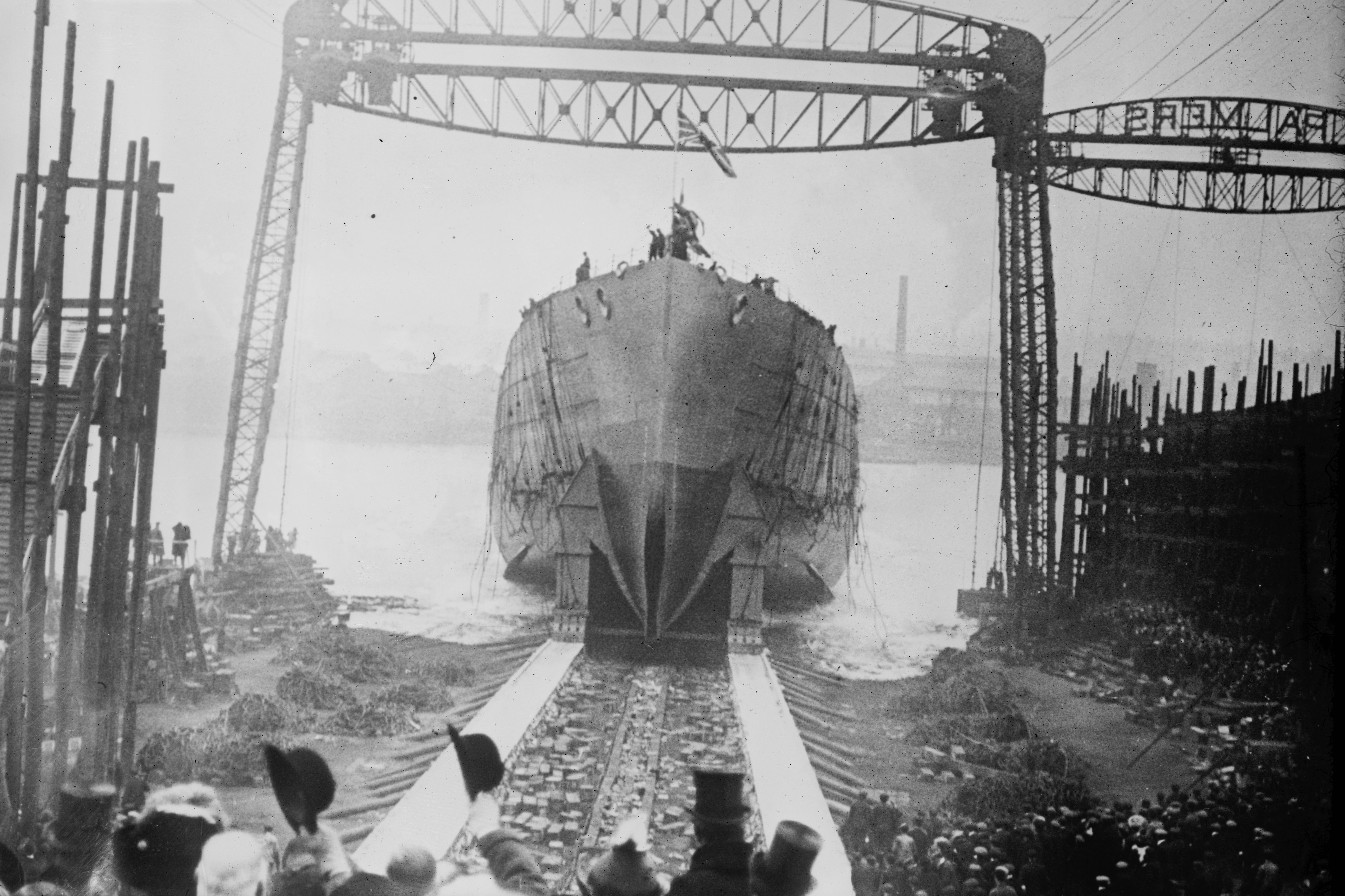
Lễ hạ thủy HMS Queen Mary tại xưởng tàu Palmers Shipbuilding

Queen Mary được đặt lườn tại xưởng tàu của hãng Palmers Shipbuilding and Iron Company, Jarrow, vào ngày 6 tháng 8 năm 1911. Nó được hạ thủy vào ngày 20 tháng 3 năm 1912 và được hoàn tất vào tháng 8 năm 1913 với tổng chi phí 2.078.491 Bảng Anh (bao gồm các khẩu pháo). Được đặt dưới quyền chỉ huy của Thuyền trưởng, Đại tá Hải quân William Reginald Hall, vốn được bổ nhiệm vào ngày 1 tháng 7, Queen Mary được phân về Hải đội Tàu chiến-Tuần dương 1 dưới sự chỉ huy của Chuẩn Đô đốc David Beatty khi được đưa ra hoạt động vào ngày 4 tháng 9 năm 1913. Cùng với phần còn lại của hải đội, nó thực hiện chuyến viếng thăm Brest, Pháo vào tháng 2 năm 1914, và viếng thăm Nga trong tháng 6.

### Trận Heligoland Bight
Hoạt động đầu tiên của Queen Mary trong Chiến tranh Thế giới thứ nhất,trong thành phần lực lượng tàu chiến-tuần dương dưới quyền Đô đốc Beatty, là trong Trận Heligoland Bight vào ngày 28 tháng 8 năm 1914. Các con tàu của Beatty thoạt tiên được dự định sẽ hỗ trợ từ xa cho các tàu tuần dương và tàu khu trục Anh tiến gần hơn đến bờ biển Đức trong trường hợp các tàu chiến chủ lực của Hạm đội Biển khơi Đức xuất quân đáp trả các cuộc tấn công của Anh. Chúng quay mũi về phía Nam hết tốc độ lúc 11 giờ 35 phút khi lực lượng hạng nhẹ Anh không tách ra kịp thời theo kế hoạch, và triều cường đang dâng cao khiến các tàu chiến chủ lực Đức có thể vượt qua các bãi tại cửa sông Jade Estuary. Chiếc tàu tuần dương hạng nhẹ mới nguyên Arethusa đã bị đánh hỏng trước đó trong trận chiến do hỏa lực từ các tàu tuần dương hạng nhẹ Đức Strassburg và Köln, khi các tàu chiến-tuần dương của Beatty hiện ra từ làn sương mù lúc 12 giờ 37 phút. Strassburg lẫn vào trong làn sương mù và né tránh được hỏa lực pháo, nhưng Köln vẫn bị trông thấy và nhanh chóng bị đánh hỏng bởi đạn pháo của hải đội. Tuy nhiên, Beatty, bị thu hút khỏi việc kết liễu nó do sự xuất hiện bất ngờ của chiếc tàu tuần dương hạng nhẹ cũ Ariadne ngay trước mũi. Ông quay mũi đuổi theo, biến nó thành một xác tàu cháy bùng chỉ với ba loạt đạn pháo ở khoảng cách dưới 6.000 yd (5,5 km). Đến 13 giờ 10 phút, Beatty quay mũi về phía Bắc và ra lệnh rút lui chung. Chủ lực của Beatty bắt gặp Köln đã bị đánh hỏng không lâu sau khi đổi hướng lên phía Bắc, và nó bị đánh chìm bởi hai loạt đạn pháo từ tàu chiến-tuần dương Lion. Sau đó, vào ngày 13 tháng 10, Đại tá C. I. Prowse nhận quyền chỉ huy con tàu.

### Cuộc bắn phá Scarborough
Hải quân Đức quyết định theo một chiến lược bắn phá các thị trấn Anh trên bờ biển Bắc Hải trong một nỗ lực lôi kéo và tiêu diệt từng phần Hải quân Hoàng gia. Trận bắn phá Yarmouth đầu tiên vào ngày 3 tháng 11 đã thành công một phần, nên một chiến dịch với quy mô lớn hơn được Đô đốc Franz von Hipper đặt ra sau đó. Các tàu chiến-tuần dương nhanh sẽ tiến hành bắn phá, trong khi toàn bộ Hạm đội Biển khơi sẽ chiếm lấy vị trí về phía Đông Dogger Bank sẵn sàng hỗ trợ cho lượt quay về đồng thời tiêu diệt mọi đơn vị Hải quân Anh phản ứng lại cuộc bắn phá. Cái mà người Đức không thể biết là phía Anh đã giải được mật mã hải quân của Đức và có kế hoạch đánh chặn lực lượng bắn phá trên đường quay trở về nhà; mặc dù họ không biết được sự có mặt ngoài biển của Hạm đội Biển khơi. Hải đội Tàu chiến-Tuần dương 1 của Đô đốc Beatty, giờ đây giảm xuống còn bốn chiếc trong đó có Lion, cùng với Hải đội Chiến trận 2 với sáu thiết giáp hạm dreadnought, được cho tách ra từ Hạm đội Grand trong một cố gắng đánh chặn lực lượng Đức gần Dogger Bank.
Hipper khởi hành vào ngày 15 tháng 12 năm 1914 cho một đợt bắn phá khác và đã nả pháo thành công vào nhiều thị trấn Anh, nhưng các tàu khu trục Anh hộ tống cho Hải đội Tàu chiến-Tuần dương 1 đã đụng độ với các tàu khu trục Đức hộ tống cho Hạm đội Biển khơi lúc 05 giờ 15 phút, trong một trận chiến bất phân thắng bại. Phó Đô đốc Sir George Warrender, Tư lệnh hải đội chiến trận 2, nhận được tín hiệu lúc 05 giờ 40 phút rằng tàu khu trục Lynx đã đối đầu với tàu khu trục đối phương, mặc dù Đô đốc Beaty đã không biết. Tàu khu trục Shark đã nhìn thấy tàu tuần dương bọc thép Đức Roon cùng các tàu hộ tống lúc khoảng 07 giờ 00, nhưng đã không thể truyền tín hiệu cho đến 07 giờ 25 phút. cùng với tàu chiến-tuần dương New Zealand, Warrender nhận được tin tức này, nhưng Beatty cũng không biết, mặc dù trong thực tế New Zealand được giao nhiệm vụ chuyển tiếp các thông điệp giữa các tàu khu trục và Beatty. Warrender tìm cách chuyển đi tin tức của Shark cho Beatty lúc 07 giờ 36 phút, nhưng đã không liên lạc được cho đến 07 giờ 55 phút. Beatty cho chuyển hướng ngay khi nhận được thông tin, và cho tách New Zealand ra để truy tìm Roon. Nó bị New Zealand đuổi kịp đúng vào lúc Beatty nhận được tin tức Scarborough đang bị bắn phá lúc 09 giờ 00. Beatty ra lệnh cho New Zealand gia nhập trở lại hải đội và quay về phía Tây hướng đến Scarborough.

Vị trí tương quan giữa các lực lượng Anh và Đức lúc khoảng 12 giờ 00

Lực lượng Anh được tách ra làm đôi để đi vòng qua khu vực nước nông Southwest Patch thuộc Dogger Bank; các con tàu của Beatty vòng lên phía Bắc, trong khi Warrender băng qua phía Nam khi chúng hướng về phía Tây ngăn chặn con đường chính ngang qua các bãi thủy lôi phòng thủ bờ biển Anh Quốc. Việc này đã để lại một khoảng trống 15 hải lý (28 km; 17 mi) mà lực lượng hạng nhẹ Đức bắt đầu di chuyển. Đến 12 giờ 25 phút, các tàu tuần dương hạng nhẹ thuộc Lực lượng Tuần tiễu 2 bắt đầu vượt qua lực lượng Anh để truy tìm Hipper. Tàu tuần dương hạng nhẹ Southampton trông thấy tàu tuần dương hạng nhẹ Đức Stralsund và báo cáo lên Beatty. Đến 12 giờ 30 phút Beatty quay mũi các tàu chiến-tuần dương của mình hướng về các con tàu Đức. Ông đoán rằng các tàu tuần dương Đức là lực lượng đi tiên phong cho các con tàu của Hipper, tuy nhiên chúng đang tụt lại phía sau khoảng 31 nmi (57 km). Hải đội Tuần dương nhẹ 2, vốn là lực lượng hộ tống cho các con tàu của Beatty, được cho tách ra để săn đuổi các tàu tuần dương Đức, nhưng một tín hiệu bị hiểu sai được truyền đạt từ các tàu chiến-tuần dương Anh đã điều chúng quay trở lại vị trí hộ tống. Sự lẫn lộn này cho phép các tàu tuần dương hạng nhẹ Đức thoát được, và báo động cho Hipper vị trí của các tàu chiến-tuần dương Anh. Các tàu chiến-tuần dương Đức lượn về phía Đông Bắc lực lượng Anh và thoát đi an toàn.
Queen Mary được tái trang bị trong tháng 1 và tháng 2 năm 1915, và đã không tham gia Trận Dogger Bank.

### Trận Jutland
Ngày 31 tháng 5 năm 1916, Queen Mary ra khơi cùng với phần còn lại của Hải đội Tàu chiến-Tuần dương để đánh chặn một cuộc tiến quân của Hạm đội Biển khơi vào Bắc Hải. Người Anh đã có thể giải mã các thông điệp vô tuyến của Đức, và đã rời căn cứ trước khi Hạm đội Đức ra khơi. Các tàu chiến-tuần dương của Hipper đã nhìn thấy Hải đội Tàu chiến-Tuần dương Anh về phía Tây lúc 15 giờ 20 phút, nhưng các con tàu của Beaty đã không nhìn thấy đối thủ ở phía Đông cho đến 15 giờ 30 phút. Hai phút sau, Beaty ra lệnh đổi hướng về phía Đông Đông Nam chắn ngang đường rút lui của Hạm đội Đức và truyền lệnh sẵn sàng tác chiến. Hipper ra lệnh cho các con tàu dưới quyền bẻ lái sang mạn phải, tách xa lực lượng Anh, hầu như 180°, theo hướng Đông Nam, và giảm tốc độ xuống còn 18 hải lý trên giờ (33 km/h; 21 mph), cho phép ba tàu tuần dương hạng nhẹ thuộc Đội tuần tiễu 2 có thể bắt kịp. Với cú đổi hướng này, Hipper quay trở lại thành phần chủ lực của Hạm đội Biển khơi, lúc đó còn cách 60 dặm (97 km) về phía sau. Vào khoảng thời gian này, Beatty đổi hướng về phía Đông, vì rõ ràng là ông ở quá xa về phía Bắc để có thể cắt ngang hướng đi của Hipper.
Đến đây bắt đầu một quá trình được đặt tên là đợt "Chạy về phía Nam" khi Beatty đổi hướng sang Đông Đông Nam lúc 15 giờ 45 phút, song song với hướng đi của Hipper, giờ đây ở khoảng cách dưới 18.000 thước Anh (16.000 m). Phía Đức khai hỏa trước tiên lúc 15 giờ 48 phút, và được phía Anh đáp trả. Các con tàu Anh vẫn đang còn trong quá trình đổi hướng, chỉ có hai chiếc dẫn đầu Lion và Princess Royal ổn định được hướng đi khi các tàu Đức nổ súng. Hỏa lực của phía Đức khá chính xác ngay từ đầu, nhưng phía Anh ước lượng quá xa khoảng cách, khi các con tàu Đức hòa lẫn vào làn sương mù. Queen Mary nổ súng lúc 15 giờ 50 phút nhắm vào Seydlitz, chỉ sử dụng các khẩu pháo phía trước. Đến 15 giờ 54 phút, khoảng cách giữa hai bên được rút ngắn xuống còn 12.900 thước Anh (11.800 m), và Beatty ra lệnh bẻ lái 2 point (22,5°) sang mạn phải để gia tăng khoảng cách giữa hai bên lúc 15 giờ 57 phút. Vào lúc này Queen Mary đã bắn trúng Seydlitz hai phát lúc 15 giờ 55 và 15 giờ 57 phút, trong đó một phát đã gây một đám cháy thuốc phóng cordite lớn thổi tung tháp pháo bắn thượng tầng phía đuôi.

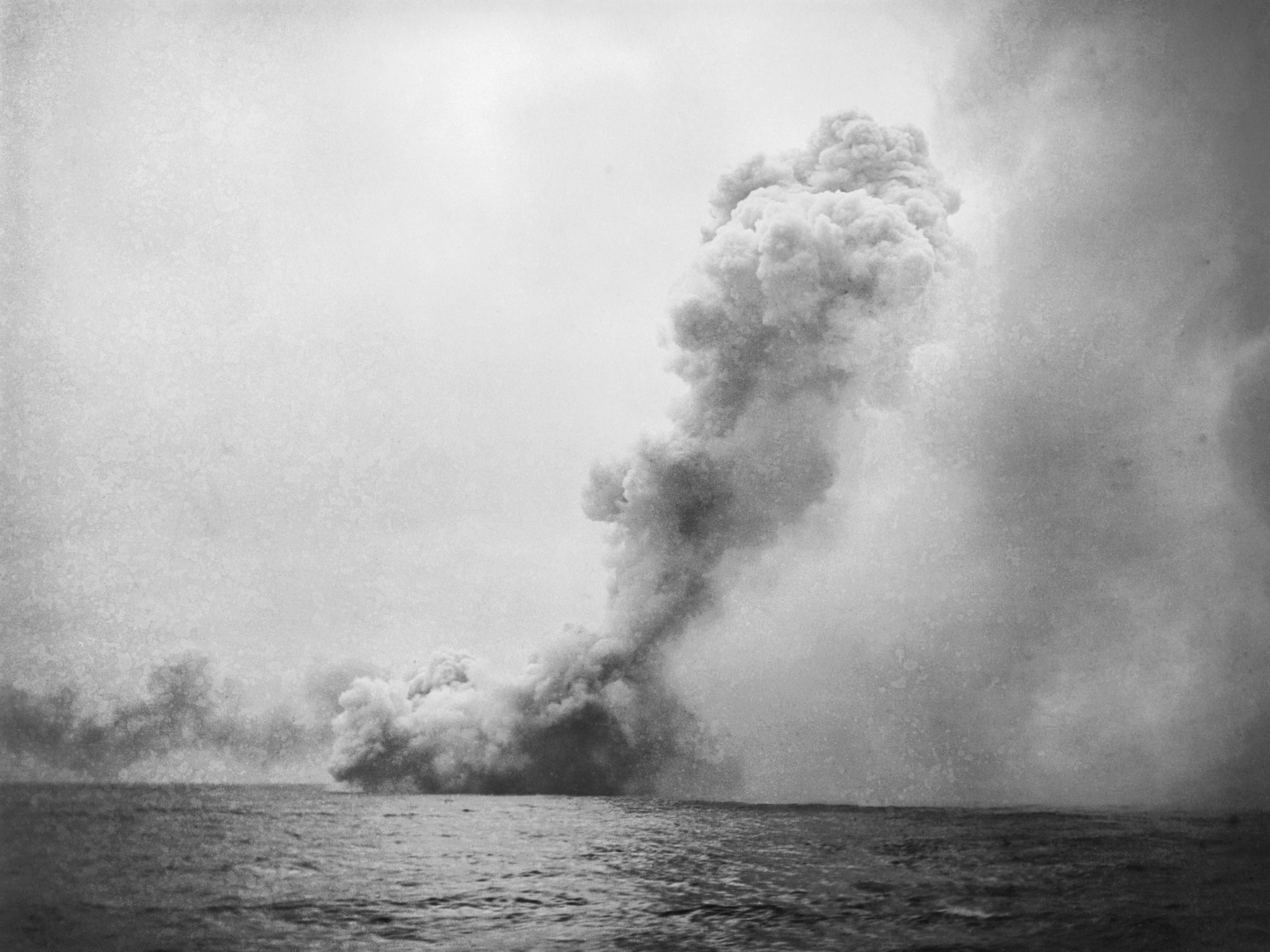
Queen Mary nổ tung trong trận Jutland

Khoảng cách trở nên quá xa để có thể bắn chính xác, nên Beatty đổi hướng 4 point (45°) sang mạn trái để rút ngắn khoảng cách từ 16 giờ 12 phút đến 16 giờ 15 phút. Sự cơ động này đã bộc lộ chiếc Lion ra trước hỏa lực của các tàu chiến-tuần dương Đức, và nó bị bắn trúng nhiều phát. Lửa và khói phát ra từ những phát trúng đích khiến Derfflinger mất dấu Princess Royal, chuyển hỏa lực sang nhắm vào Queen Mary lúc 16 giờ 16 phút. Queen Mary bắn trúng Seydlitz một lần nữa lúc 16 giờ 17 phút, phá hủy một trong các khẩu pháo hạng hai. Đáp trả lại, Queen Mary bị Seydlitz bắn trúng hai lần trước 16 giờ 21 phút với hiệu quả không rõ, có thể đã bắn trúng mặt trước tháp pháo 'Q' vào lúc đó, đánh bật khẩu pháo bên phải. Đến 16 giờ 25 phút, khoảng cách giữa hai bên được rút ngắn xuống còn 14.400 thước Anh (13.200 m), và Beatty ra lệnh bẻ lái 2 point sang mạn phải để gia tăng khoảng cách một lần nữa. Tuy nhiên, sự cơ động này tỏ ra quá trễ đối với Queen Mary, khi hỏa lực của Derfflinger bắt đầu có hiệu quả, bắn trúng nó hai lần trước 16 giờ 26 phút. Một phát đạn pháo bắn trúng phía trước, và đã kích nổ một hoặc cả hai hầm đạn phía trước, khiến con tàu gảy làm đôi gần cột ăn-ten chính. Phát thứ hai có thể đã bắn trúng tháp pháo 'Q' gây ra một đám cháy tại phòng đạn pháo. Một vụ nổ khác, có thể do các đầu đạn pháo bị rơi ra, làm rung chuyển toàn bộ phần đuôi con tàu khi nó bắt đầu lật nghiêng và chìm. Chiếc tàu chiến-tuần dương ngay phía sau Tiger hứng chịu một cơn mưa mảnh đạn từ vụ nổ và bị buộc phải bẻ hết lái sang mạn trái để tránh va chạm. 1.266 thành viên thủy thủ đoàn đã thiệt mạng theo con tàu; 18 người sống sót được các tàu khu trục Laurel và Petard cứu vớt, hai người được phía Đức vớt lên, và một người bởi chiếc tàu khu trục Tipperary.
Phần phía sau của con tàu giờ đây nằm lật úp và hầu như nguyên vẹn, ngoại trừ chân vịt vốn đã được trục vớt. Queen Mary, cùng với các xác tàu đắm khác trong trận Jutland, đã được tuyên bố là một "địa điểm được bảo vệ" theo Luật bảo vệ di sản Hải quân 1986, nhằm ngăn chặn sự xâm phạm đến nơi an nghỉ của 1.257 thành viên thủy thủ.